# 매트록스 G200

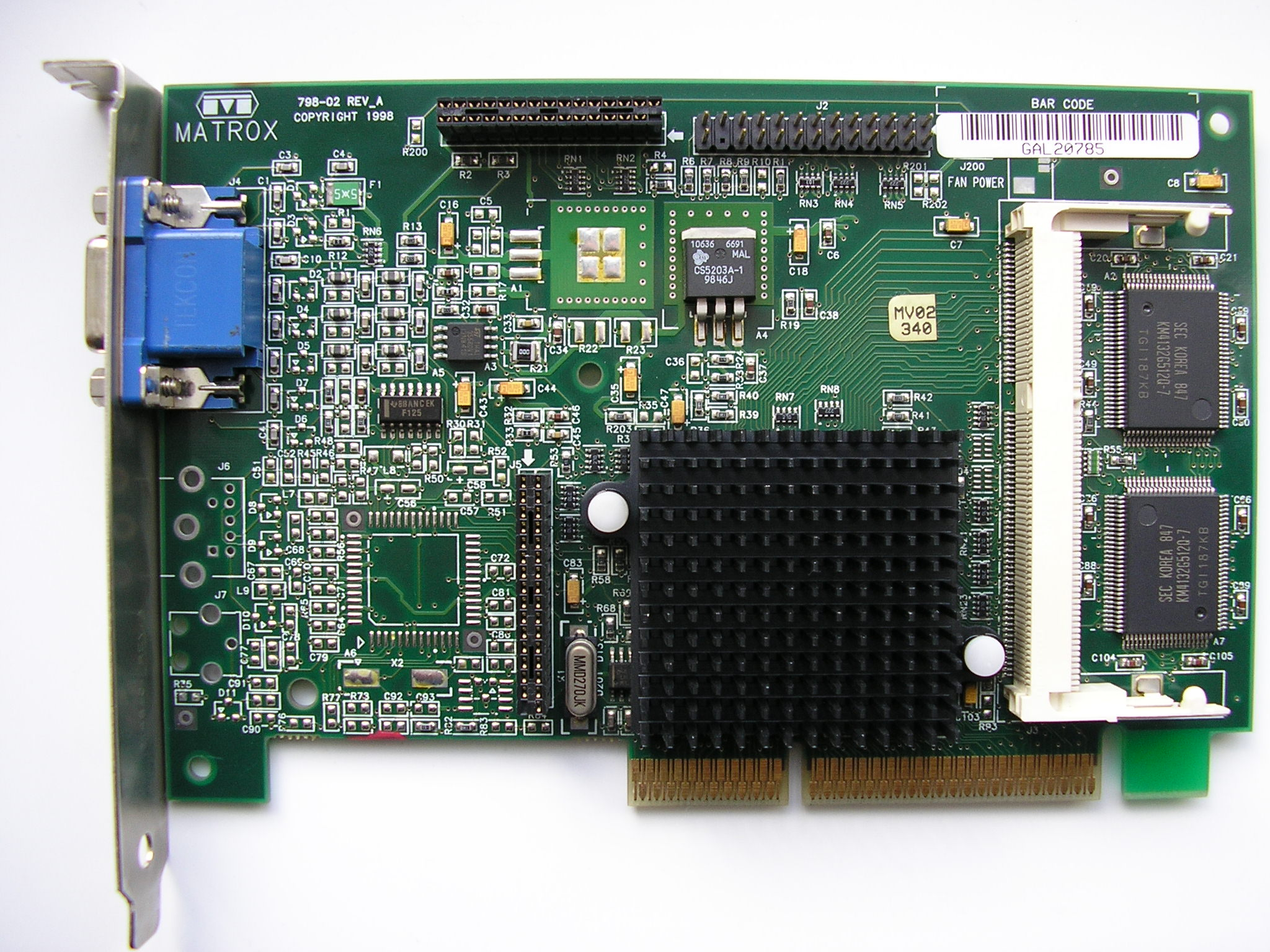
8MB SGRAM을 탑재한 Matrox Millennium G200 AGP(1998년)

매트록스 G200(Matrox G200)은 매트록스가 설계한 개인용 컴퓨터용 2D, 3D 및 비디오 가속기 칩이다. 1998년에 출시되었다.

## 역사
매트록스는 수년 동안 고급 2D 그래픽 가속기 시장의 주요 업체로 알려져 왔다. 이들이 생산한 카드는 뛰어난 윈도우 가속기였으며 Millennium 및 Mystique와 같은 일부 최신 카드는 MS-DOS에서도 뛰어났다. 매트록스는 1994년에 Impression Plus를 통해 최초의 3D 가속기 보드 중 하나로 혁신을 이루었지만 이 카드는 매우 제한된 기능 세트(텍스처 매핑 없음)만 가속화할 수 있었고 주로 CAD 응용 프로그램을 대상으로 했다.
엔비디아, 렌디션(Rendition) 및 ATI의 새 카드가 탑재된 PC에서 3D 그래픽에 대한 관심이 느리지만 꾸준히 증가하는 것을 확인한 매트록스는 3D 가속을 더욱 공격적으로 실험하기 시작했고 Mystique를 제작했다. Mystique는 1997년에 가장 기능이 풍부한 3D 가속기였지만 이중선형 필터링을 포함한 주요 기능은 여전히 부족했다. 그런 다음 1998년 초에 매트록스는 파워VR과 협력하여 파워VR PCX2 칩셋을 사용하여 매트록스 m3D라는 추가 3D 보드를 생산했다. 이 보드는 매트록스가 그래픽 프로세서를 아웃소싱한 몇 안되는 보드 중 하나였으며 확실히 G200 프로젝트가 준비될 때까지 버틸 수 있는 임시방편이었다.